# Eparchia di Barysaŭ
L'eparchia di Barysaŭ o Borisov (in bielorusso: Барысаўская епархія; in russo Борисовская епархия?) è un'eparchia dell'esarcato bielorusso del Patriarcato di Mosca, appartenente alla metropolia di Minsk.
Dal 27 dicembre 2023 l'eparca è Ambrogio di Barysaŭ e Mar"ina Horka, nato Andrey Grigorievich Shevtsov.

## Territorio
L'eparchia comprende la città di Barysaŭ e i distretti di Berazino, Barysaŭ, Krupki, Lahojsk, Puchavičy, Smaljavičy e Čėrven' nella parte orientale della regione di Minsk.
Sede eparchiale è Barysaŭ, dove si trova la cattedrale della Resurrezione. Il vescovo ha il titolo ufficiale di "eparca di Barysaŭ e Mar"ina Horka".

## Storia
Il 13 marzo 2002 Barysaŭ è diventata sede di un vicariato dell'eparchia di Minsk, sede di un vescovo ausiliare.
L'eparchia è stata eretta dal Santo Sinodo della Chiesa ortodossa russa il 23 ottobre 2014, ricavandone il territorio dall'eparchia di Minsk, e contestualmente è entrata a far parte della metropolia di Minsk.